# Rudolf Horvath
Rudolf Horvath (7 dicembre 1947) è un ex calciatore austriaco, di ruolo difensore.

## Carriera

### Nazionale
Il 10 novembre 1968 esordisce contro la Nazionale irlandese (2-2).

## Palmarès

### Club

#### Competizioni nazionali
- Campionato austriaco: 2

SSW Innsbruck: 1974-1975, 1976-1977
- Coppa d'Austria: 1

SSW Innsbruck: 1974-1975